# Onchan Church

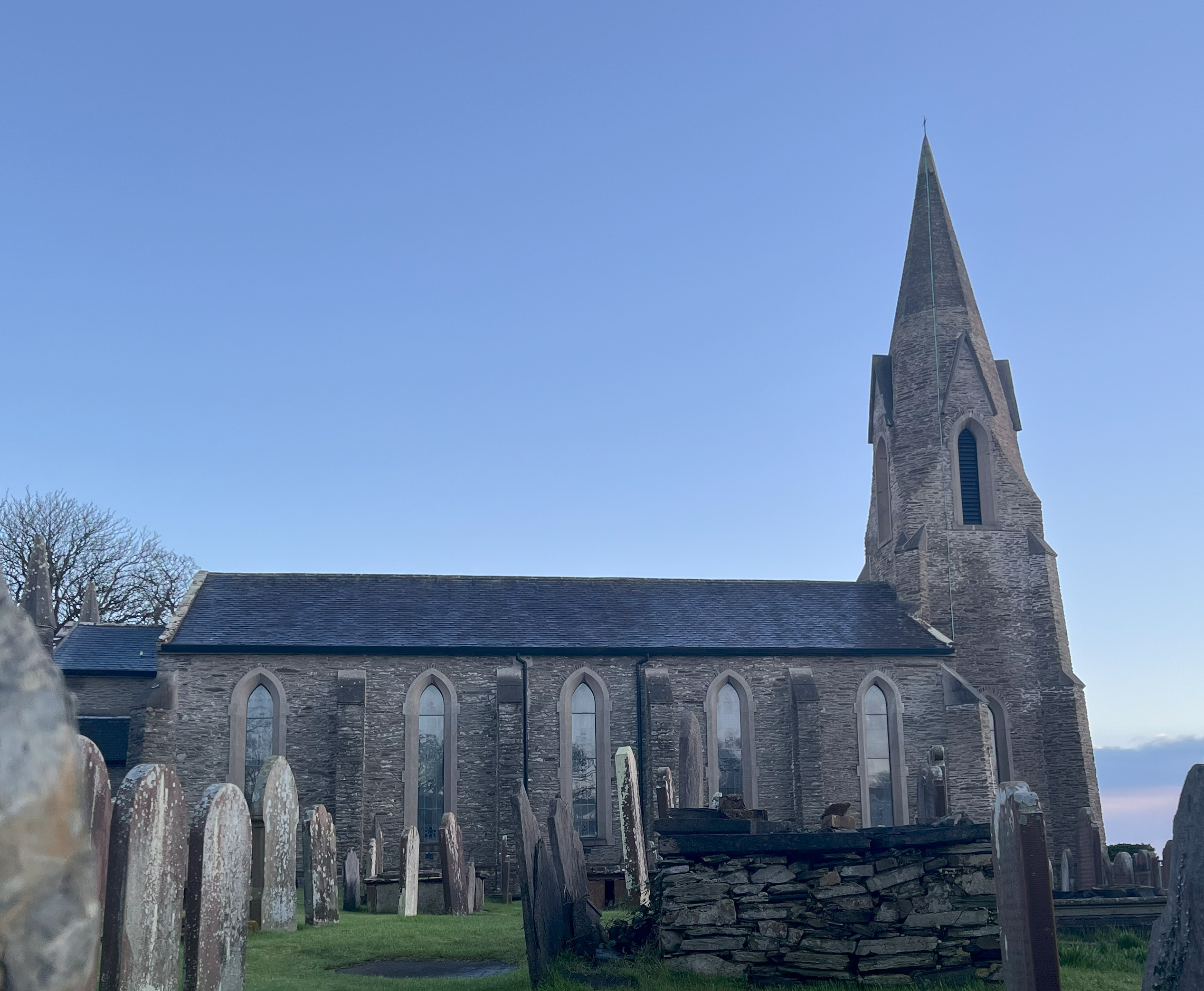
Onchan Church vanaf de begraafplaats.

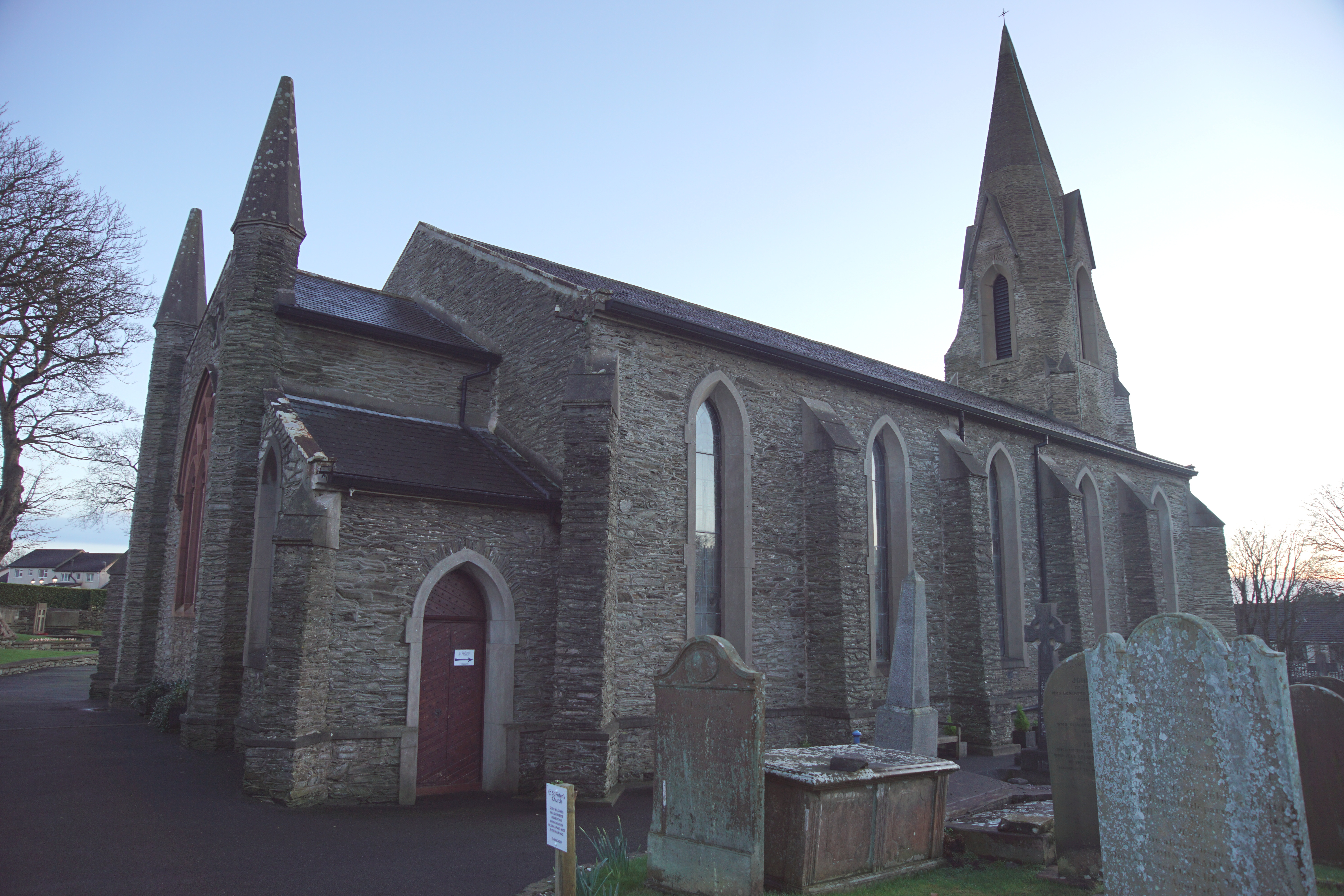
Onchan Church vanuit het zuidoosten.

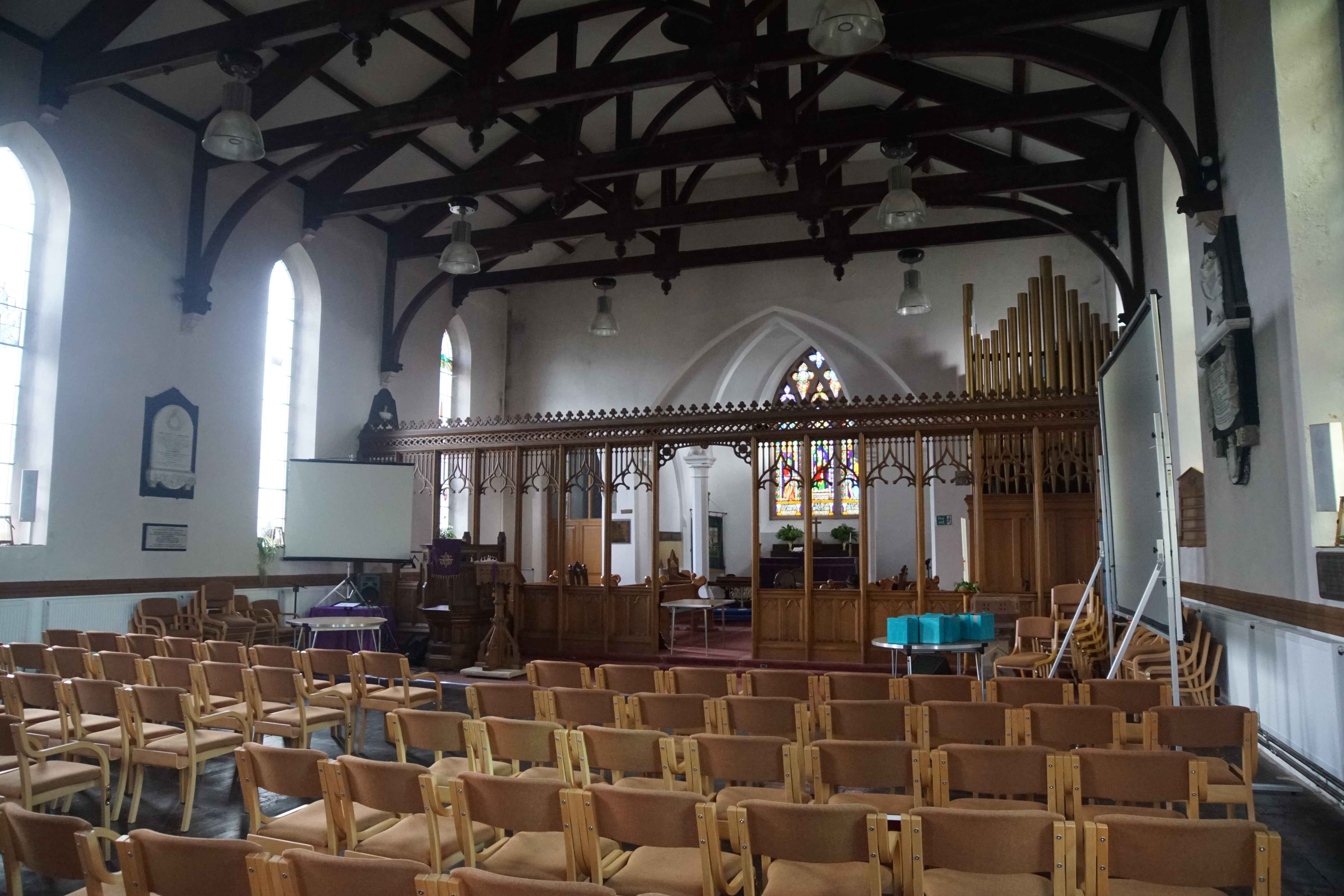
Interieur.

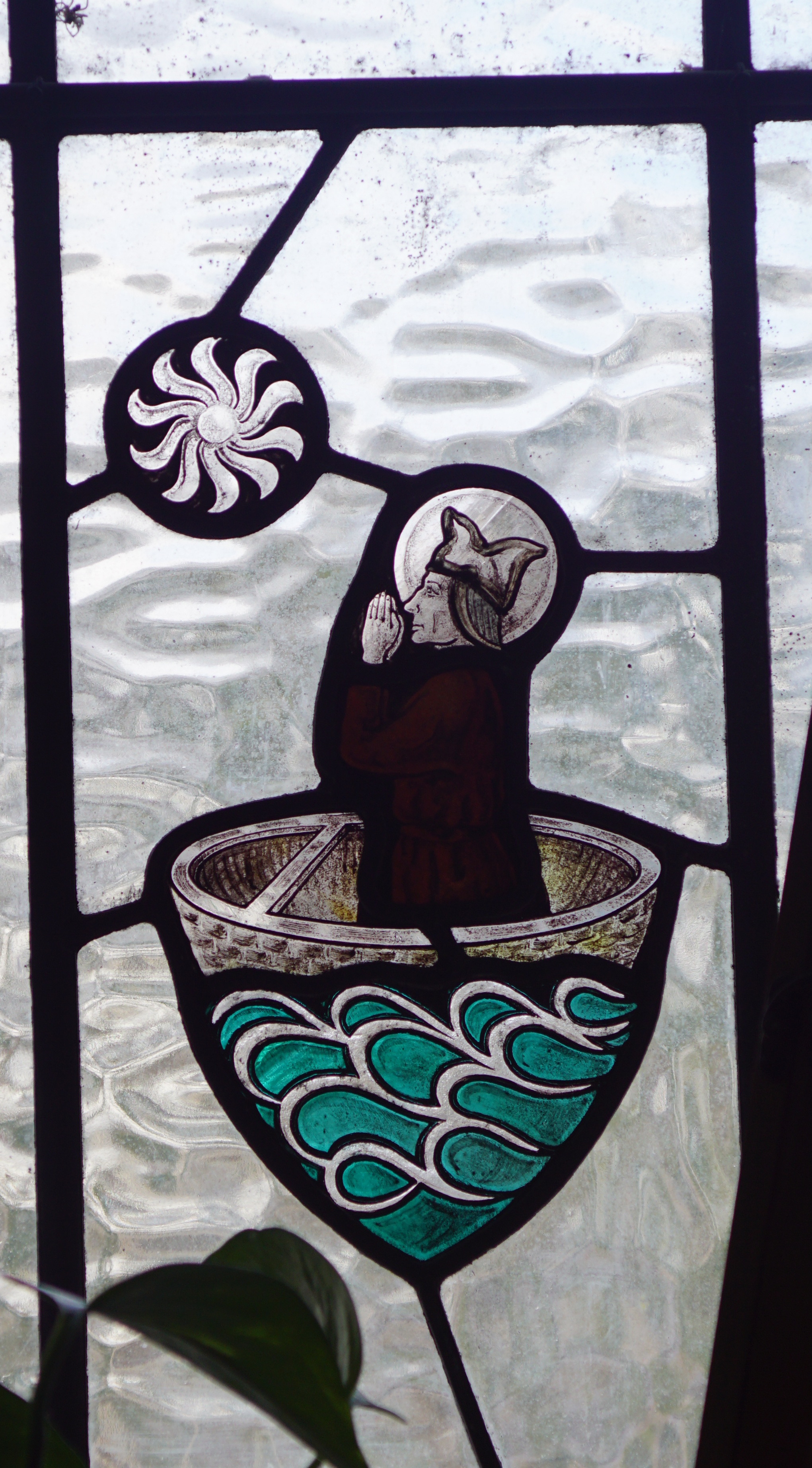
Glasinlood met afbeelding van Sint Columba.

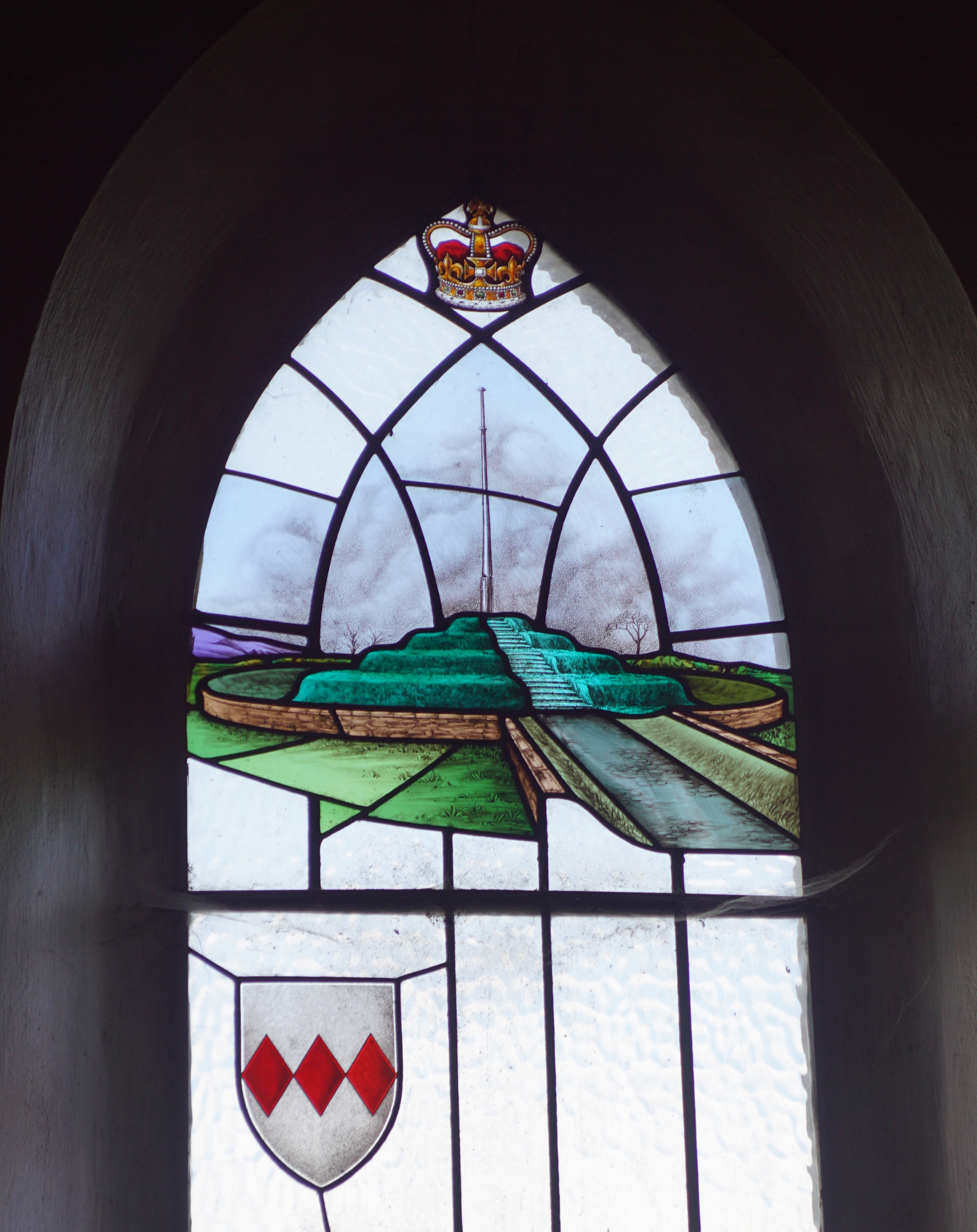
Glasinlood met afbeelding van Tynwald Hill.

Onchan Church, ook Onchan Parish Church, St Peter's Church en Kirk Onchan, is een negentiende-eeuwse kerk, gelegen in Onchan (nabij Douglas) in de parish Onchan op het eiland Man.

## Geschiedenis
Onchan Church werd gebouwd in 1830-1833 door John Welch in opdracht van bisschop Ward ter vervanging van een oudere kerk die een paar meter noordelijker stond. De kerk werd in 1862 door J. Henry Christian aangepast waarbij het koor werd voorzien van bogen waardoor een arcade werd gecreërd. Ook werd het noordelijk portaal van het koor omgevormd tot de zitplaats van de luitenant-generaal. In 1885 verwijderde George Kay het plafond om het dak zichtbaar te maken.

## Beschrijving
Onchan Church ligt aan de Church Road in het dorp Onchan dat tegen de noordzijde van Douglas is aangegroeid. Onchan Church heeft een rechthoekige plattegrond met en is west-oostelijk georiënteerd. Er is een centrale westelijke klokkentoren en aan de oostzijde een rechthoekige apsis voorzien van torentjes. Het gebouw is voorzien van spitsboogramen. Er is een westelijke galerij. De preekstoel is uit 1894 en werd vervaardigd door M.H. Baillie Scott. De kerkbanken stammen uit 1913. De houten afscheiding tussen koor en schip stamt uit 1933. Het doopvont is Victoriaans.
Het glasenlood van het oostraam uit 1863 en werd vervaardigd door Forrest & Co uit Liverpool. Het zuidraam van het schip voorstellende Ruth werd in 1892 gemaakt door Heaton, Butler & Bayne. Er zijn dertien ramen met lokale voorwerpen, plaatsen en figuren; deze rmaen komen uit 1970 en zijn ontworpen door W.T. Quayle en gemaakt door Graham Benson en S. Hesketh van Charles Lightfoot Ltd. Het Charles Gill-raam toont Sint Christoffel die het kind Jezus draagt, werd gemaakt door Robert Bullock rond 1990.
De toegang vanaf de straat tot de begraafplaats met kerk bevindt zich aan de oostzijde.
De kerk is aan alle zijden behalve de oostzijde omringd door een begraafplaats.

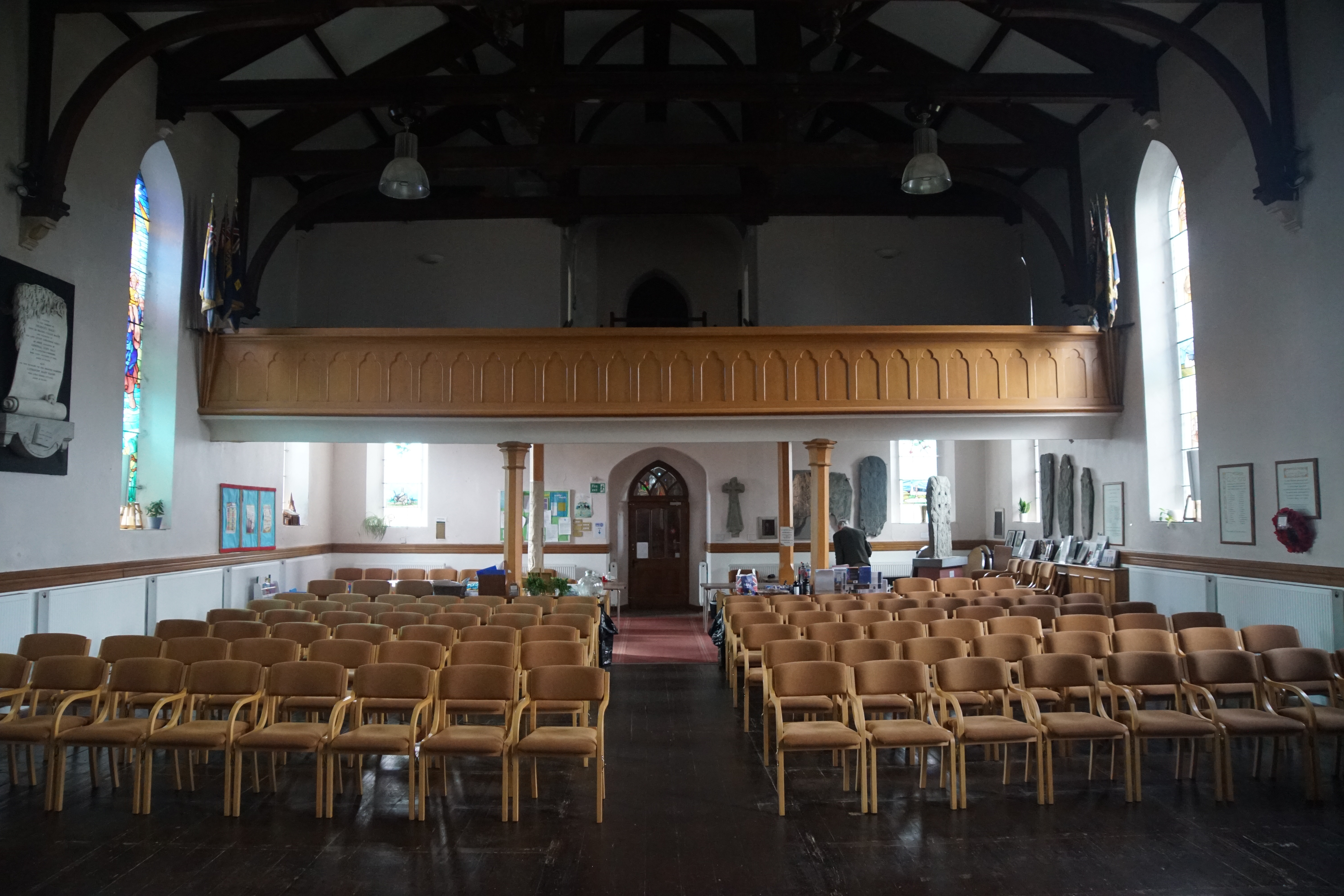
Interieur kijkende naar het westen.
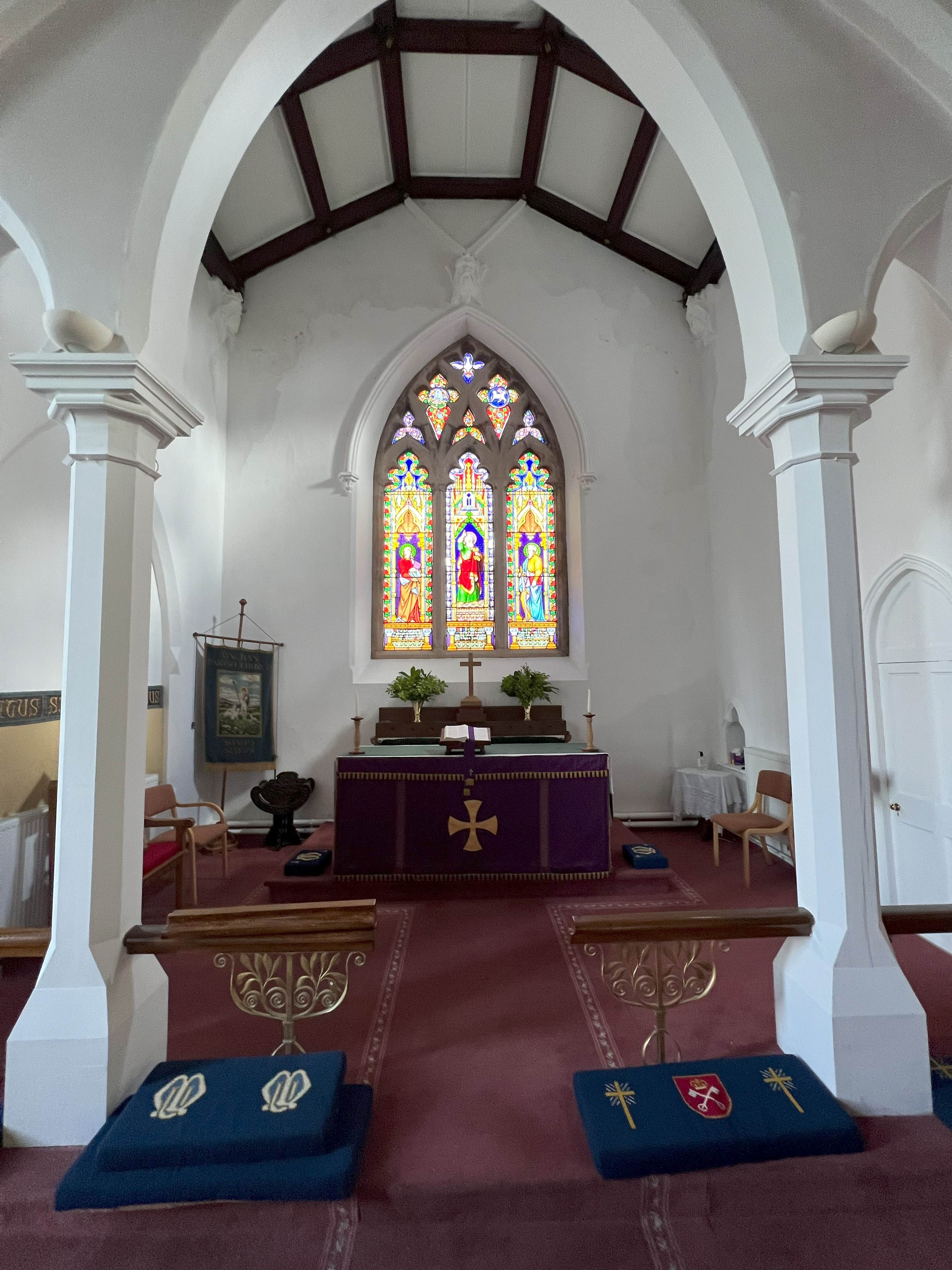
Altaar.
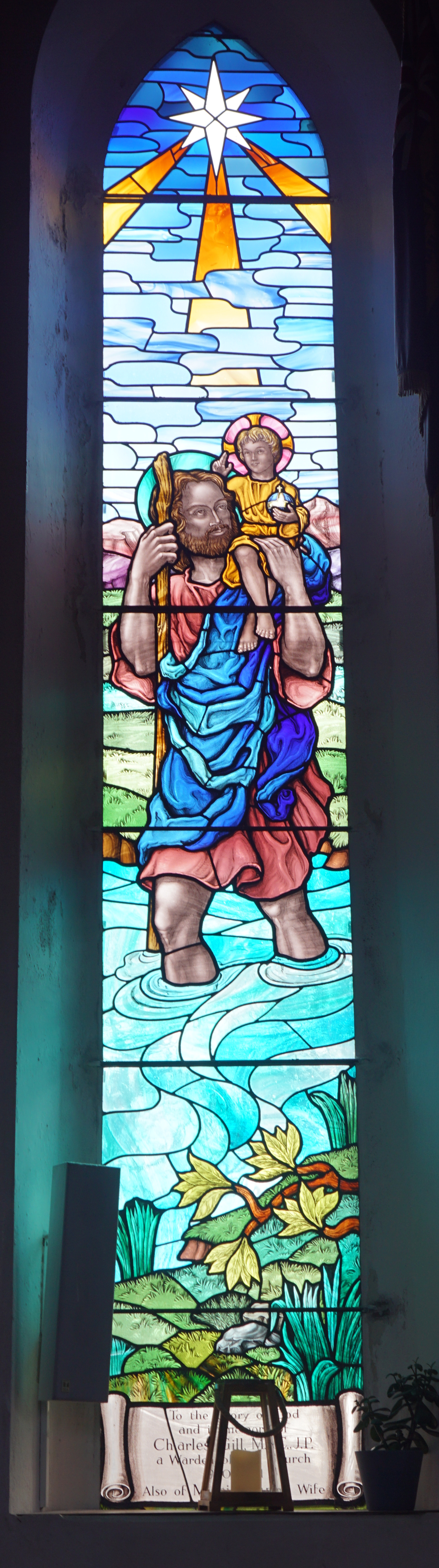
Sint Christoffel (ca. 1990).

### Kruisen

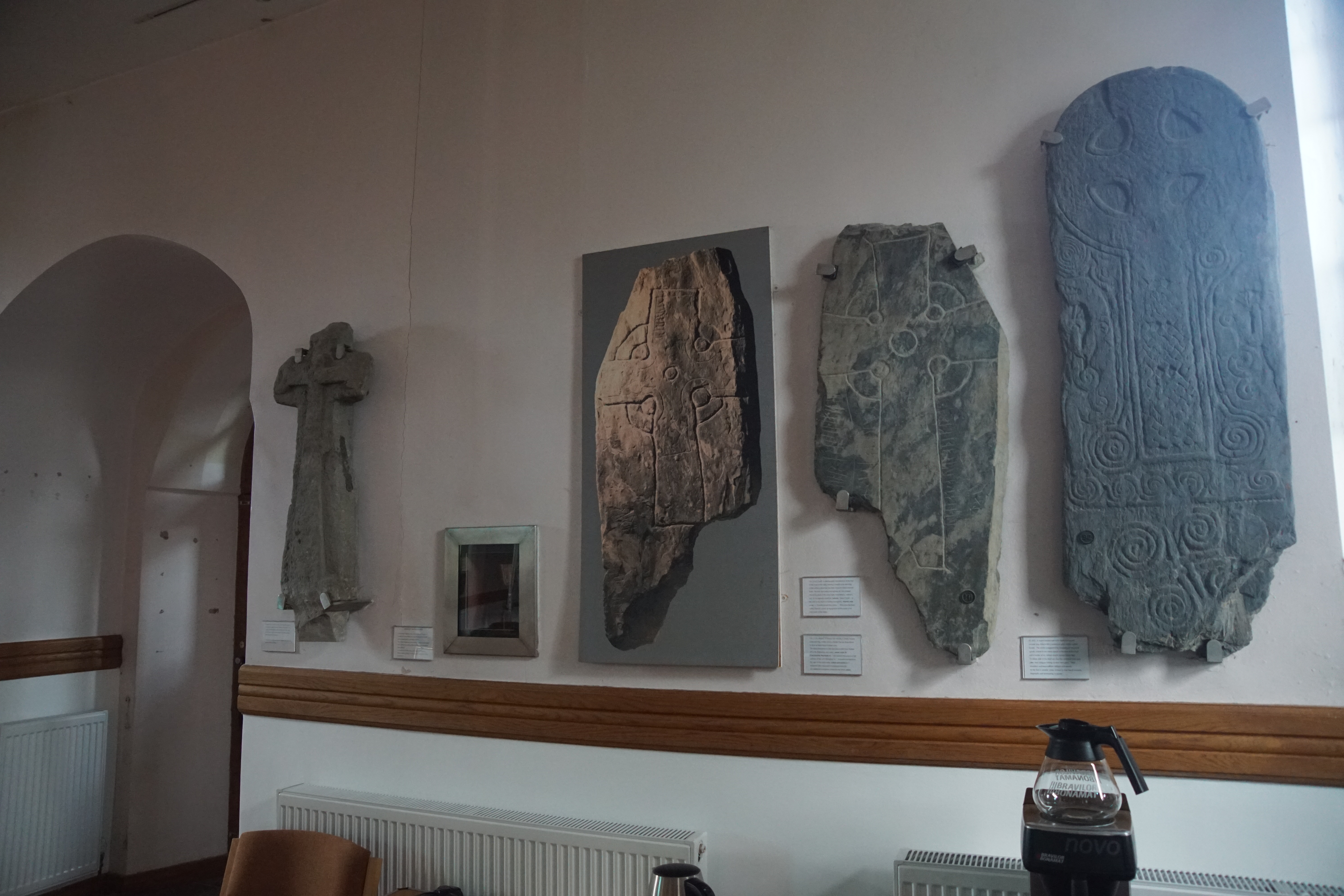
Een gevelkruis en twee van de Manx Crosses.

In de kerk bevindt zich een verzameling van Viking-grafkruisen. Deze zijn gevonden in de parish Onchan. Anno 2024 worden er zes kruisen tentoongesteld. Volgens de nummering van de Manx National Heritage gaat het om de nummers 25, 74, 85, 92, 93 en 142.
In de kerk bevindt zich tevens een middeleeuws gevelkruis dat zo'n 250 meter ten westen van de kerk werd gevonden. Dit gevelkruis behoort niet tot de Viking-kruisen.

#### Onchan 85
Nummer 85 is een kruis dat vermoedelijk groter was en stond bij de oude kerk. Het kruis stamt uit de tiende eeuw. De armen van het keltische kruis steken een stuk verder uit dan de ring. Beide zijden hebben zo'n kruis en is aan beide zijden versierd.

#### Onchan 92
Nummer 92 is vergelijkbaar qua ontwerp met nummer 93. De steen werd in de vorige kerk gebruikt als deurlatei. Op de steen is een keltisch kruis afgebeeld, omringd door versieringen. Aan beide zijden van de schacht is een antromorfisch dier afgebeeld dat wegkijkt van de schacht. Aan de voet van het kruis is een fylfot te zien, vier in elkaar hakende spiralen.

#### Onchan 93
Nummer 93 is vergelijkbaar qua ontwerp met nummer 92. De steen stamt uit het einde van de tiende eeuw. De steen, een fragment, toont een keltisch kruis met versieringen. Aan de voet van het kruis zit een beest dat ook de rechterzijde van de schacht beslaat. Het beest, dat wegkijkt van de schacht, lijkt een halsband om te hebben en toont zijn tanden. Aan de andere kant van de schacht lijkt ook een dergelijk beest te zijn afgebeeld.

#### Thurith's Cross
Nummer 141 staat ook bekend onder de naam Thurith's Cross. Het kruis werd in 1841 gevonden in een tuin van het dorp. Het kruis stamt uit de late tiende eeuw of vroege elfde eeuw. Beide zijden tonen een simpel keltisch kruis. Aan een zijde staan inscripties in runen. Een inscriptie is incompleet en leest als '...zoon  richtte [dit kruis] op voor zijn vrouw Muriel'. Een andere inscriptie is moeilijker te lezen en lijkt een ander handschrift van latere datum te zijn en leest als 'ik onderzoek [de runen] en ik begrijp het goed'. Daarnaast is er grafitti op het kruis aanwezig en nog een derde inscriptie die leest als 'Thurith kerfde [deze] runen'. Dit is het enige bekende voorkomen op het eiland Man dat een vrouw de runen heeft aangebracht.

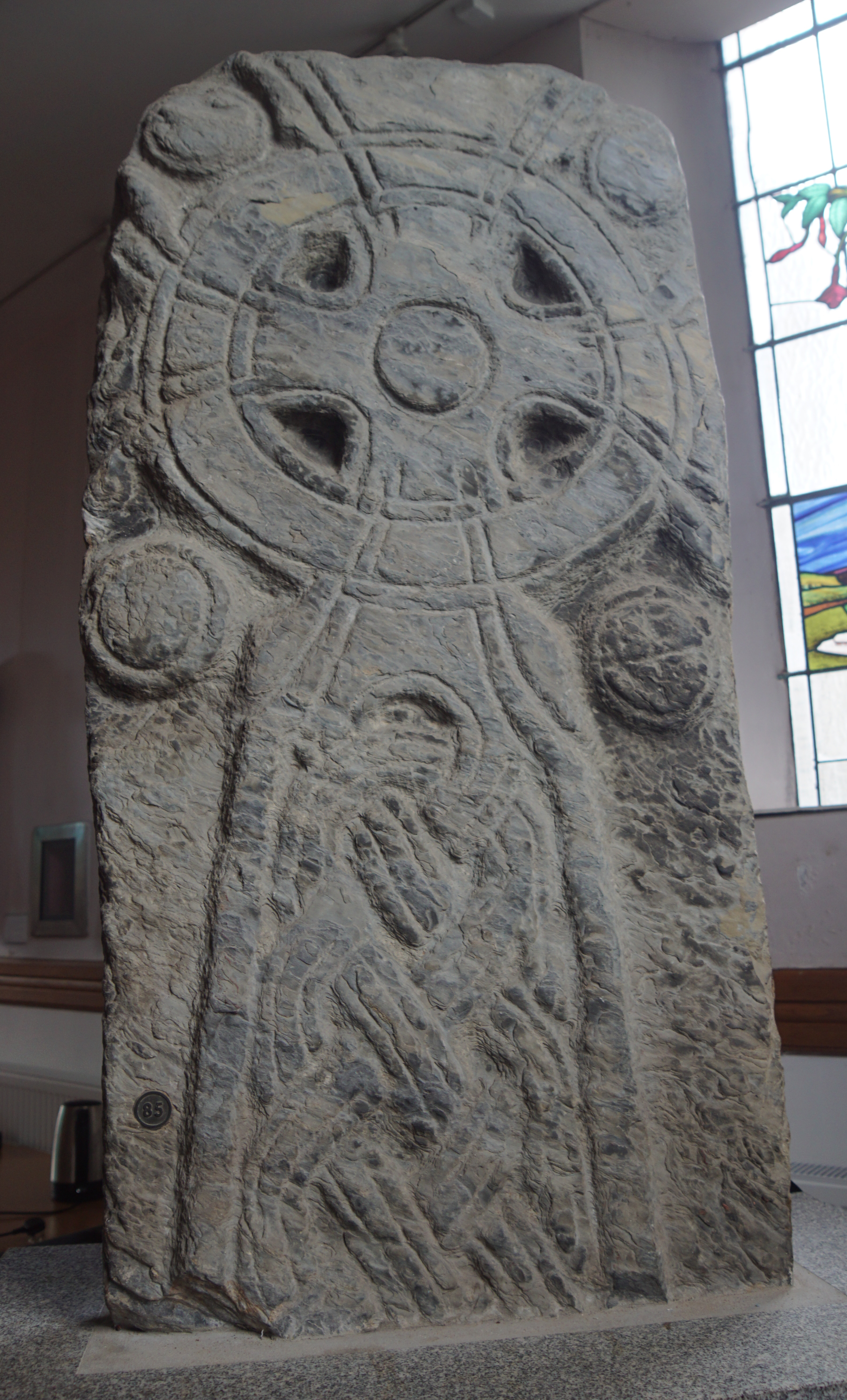
Onchan 85
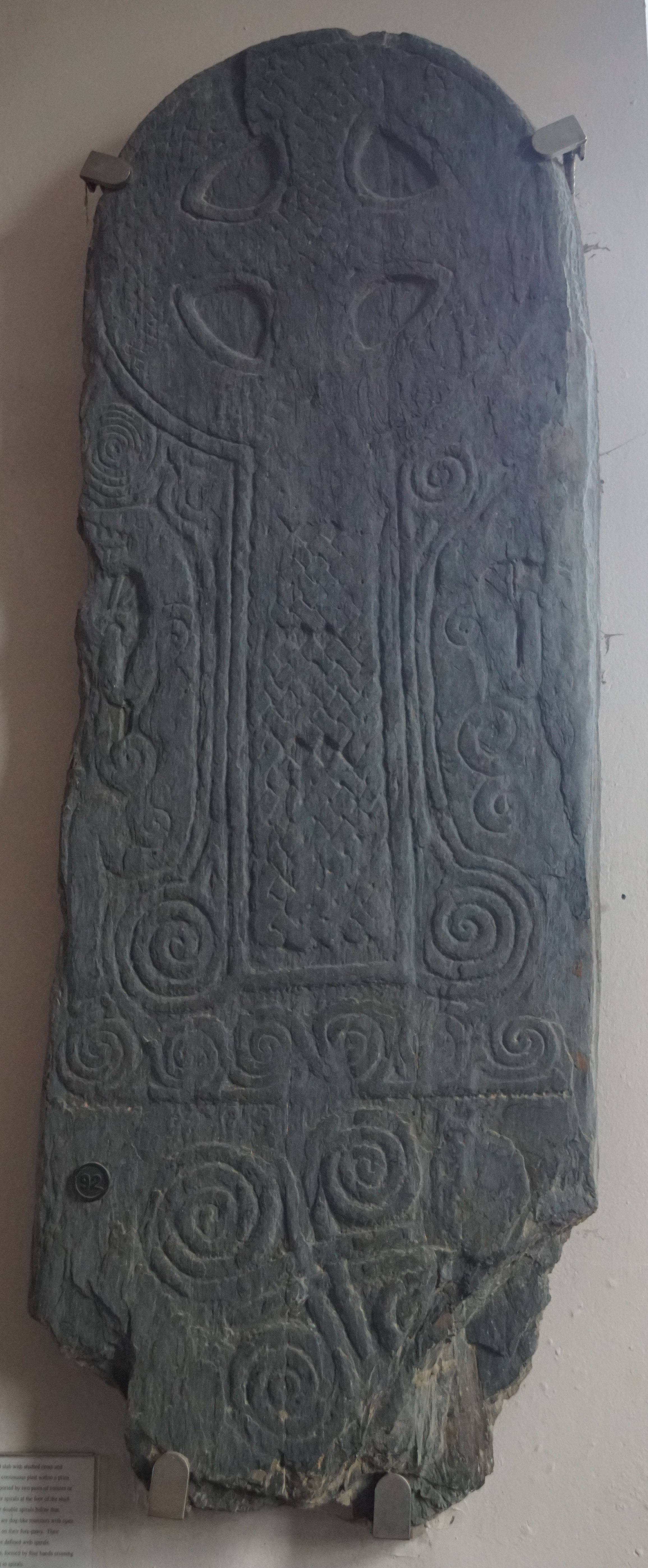
Onchan 92
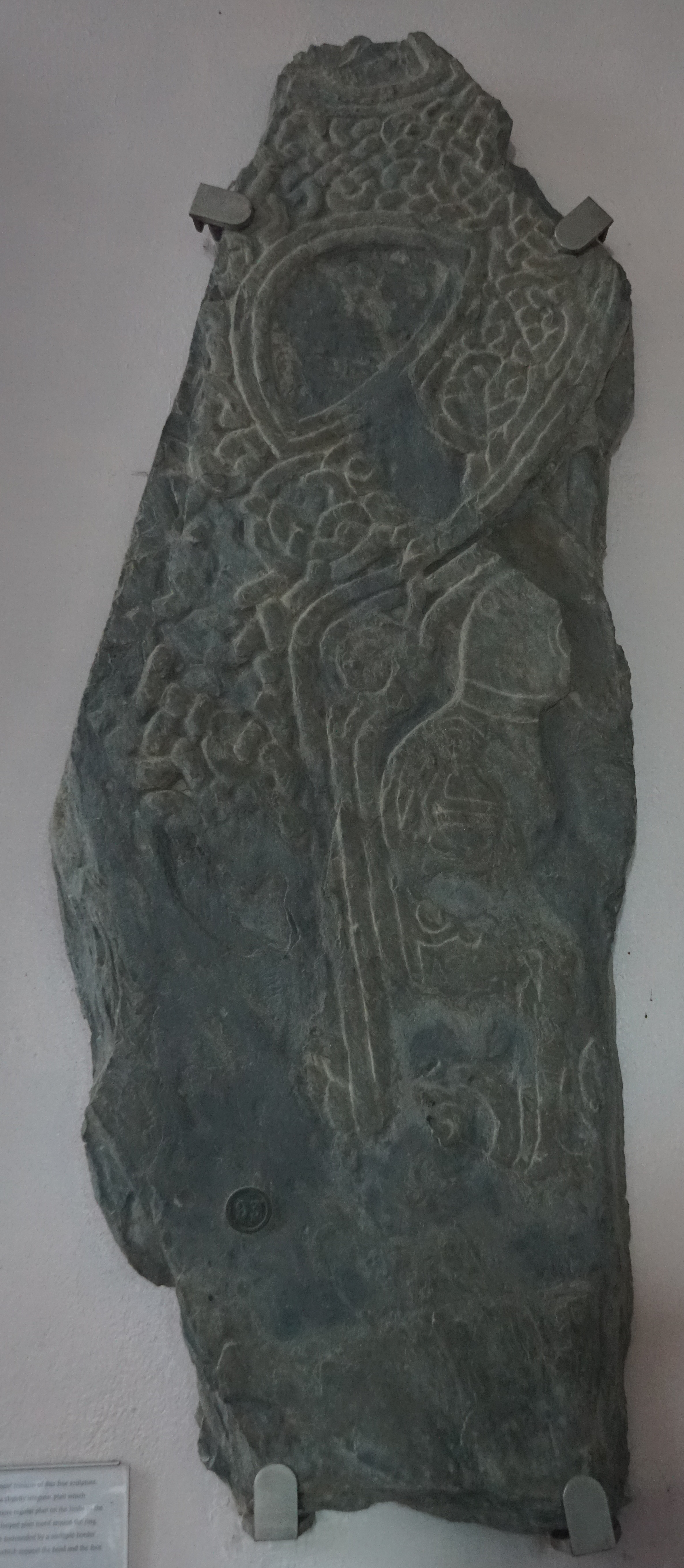
Onchan 93
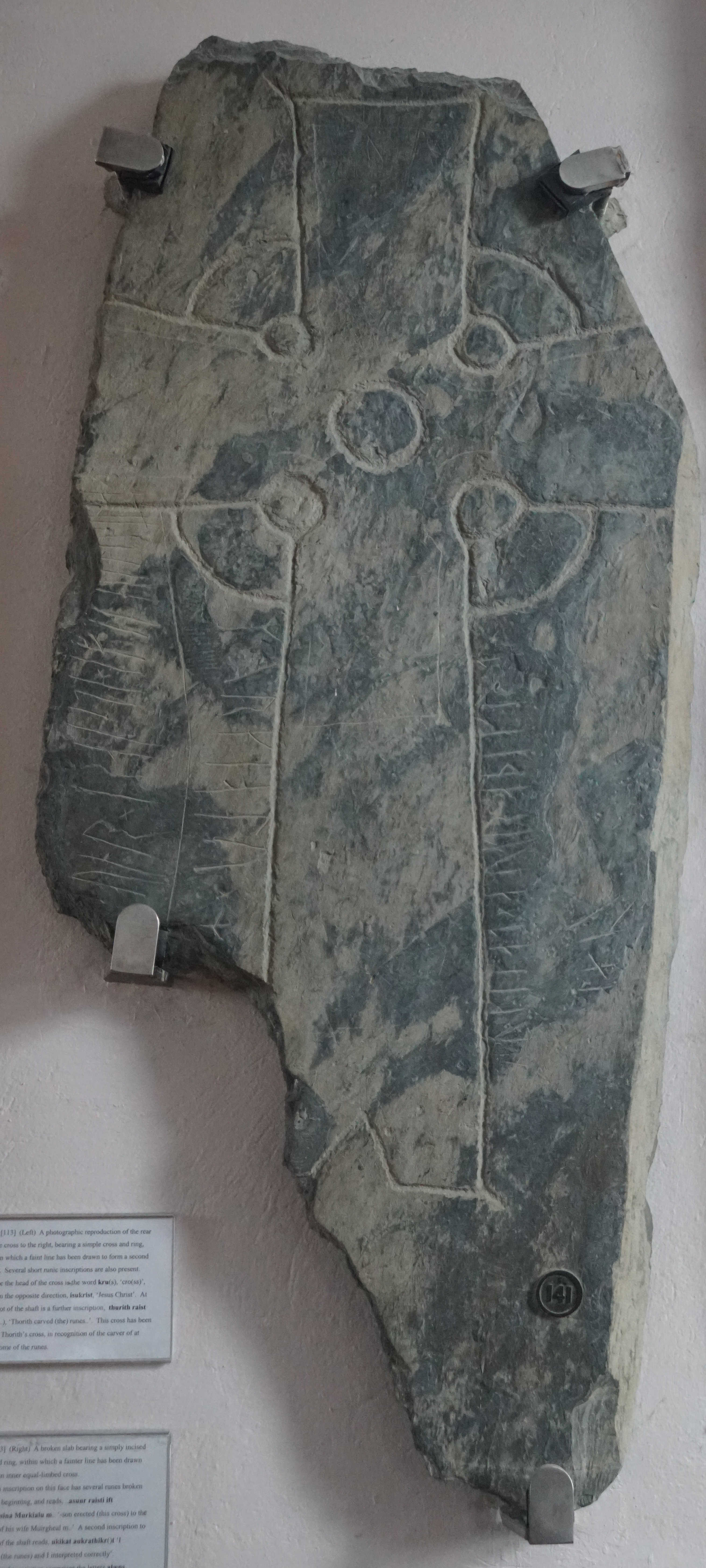
Thurith's Cross